# Massiah McDonald
Julian Massiah McDonald (Nottingham, 18 agosto 1990) è un calciatore montserratiano con cittadinanza britannica, attaccante dei Gresley Rovers e della nazionale montserratiana.

## Carriera

### Club
Dopo aver giocato nelle giovanili del Notts County ed in quelle dell'Alfreton Town, ha giocato nelle serie minori inglesi (mai al di sopra della quinta divisione). In particolare esordisce in una prima squadra proprio con l'Alfreton Town, con cui nella stagione 2007-2008, ancora minorenne, realizza una rete in 3 presenze nella sesta divisione inglese. Trascorre quindi un biennio (prima in decima e poi in nona divisione, conquistando anche un'ulteriore promozione in ottava divisione) con il Rainworth Miners Welfare, per poi trascorrere una stagione in Northern Premier League (settima divisione) al Carlton Town, con cui mette a segno 22 reti in 35 partite di campionato giocate. Negli anni seguenti gioca per una stagione e mezzo (intervallata da un prestito al Matlock Town) al Worksop Town, altro club di questa stessa categoria. Tra il 2013 ed il 2014 gioca per altri due brevi periodi al Matlock Town, vestendo inoltre anche le maglie di Grantham Town e King's Lynn Town, per poi all'inizio della stagione 2014-2015 far ritorno all'Alfreton Town, nel frattempo promosso in quinta divisione, categoria nella quale mette a segno 2 reti in 14 presenze per poi scendere in prestito in sesta divisione al Boston Utd, con cui gioca 4 partite in sesta divisione senza mai segnare. All'inizio della stagione 2015-2016 si trasferisce poi a titolo definitivo al Bradford PA, con cui gioca 6 partite senza mai segnare nella National League North 2015-2016 (sesta divisione), trascorrendo però nel frattempo il mese di settembre del 2015 in prestito in settima divisione al Mickleover Sports (con cui segna anche una rete all'esordio) ed il mese di ottobre del 2015 in prestito al Rushall Olympic, sempre in settima divisione (questa volta segnando una doppietta nella sua partita di esordio nel club). Nel dicembre del 2015 scende nuovamente in prestito per un mese in settima divisione, al Corby Town, club che poi prolunga il suo prestito fino alla fine della stagione 2015-2016. Nell'estate del 2017 firma un contratto di un anno con il Coalville Town, club semiprofessionistico di Southern Football League (settima divisione); rimane nel club anche nella stagione successiva, trascorrendo inoltre nel 2017 anche un breve periodo in prestito agli Stafford Rangers, in Northern Premier League (settima divisione). Nella stagione 2018-2019 gioca in settima divisione con il Barwell, per poi vestire la maglia degli	AFC Rushden & Diamonds; gioca poi tra il 2019 ed il 2021 sempre per brevi periodo anche con Ilkeston Town, Newark Flowserve, nuovamente Barwell, Gresley Rovers e Nuneaton Borough. Dal 2021 al 2023 gioca con gli Shepshed Dynamo, trascorrendo nel 2023 anche un breve periodo in prestito all'Eastwood Community. Sempre nel 2023 gioca inoltre una partita (in cui segna anche una rete) con la maglia del Rugby Town, per poi accasarsi al Basford Utd.

### Nazionale
Ha esordito in nazionale con Montserrat nel 2015.